# Keszthelyi Ferenc
Keszthelyi Ferenc (Eger, 1928. március 16. – Vác, 2010. december 6.) ciszterci szerzetes, váci püspök.

## Pályafutása

### Tanulmányai, lelkészi tevékenysége
Középiskolai tanulmányait szülővárosában végezte a ciszterciek által vezetett Szent Bernát Gimnáziumban Kádár László Gáborral és Kovács Endre Gergellyel együtt (szintén későbbi ciszterci szerzetesek és püspökök), ahol a cserkészcsapatnak is mindhárman tagjai voltak.
Az érettségit követően 1946-ban lépett be a ciszterci szerzetesrendbe, ahol a Jeromos szerzetesi nevet kapta. A rend zirci noviciátusában kezdte meg felkészülését a szerzetesi életre. 1950-ben tette le az ünnepélyes fogadalmat. Mivel ugyanebben az évben az állam feloszlatta a szerzetesrendeket, a teológiai tanulmányokat a székesfehérvári egyházmegyei szemináriumban folytatta. Itt szentelte pappá Shvoy Lajos megyés püspök 1951. április 2-án.
Először Polgárdiban volt káplán, majd 1952-ben Nagytétényben; 1953-tól Budafok-Belvárosban működött káplánként és hitoktatóként. 1960-ban püspöke Remetekertvárosba, 1962-ben pedig Tárnokligetre helyezte. 1965-ben Tárnokliget adminisztrátorává, 1967-ben pedig plébánosává nevezte ki. Az ő szervezésében épült fel a község Jó Pásztorról nevezett temploma. 1974-től Nagytétényben volt plébános. E minőségében kezdte meg a hitoktatók továbbképzését szolgáló, évenként megrendezett egri kateketikai lelkigyakorlatok szervezését. Kiemelkedő figyelmet szentelt a fiatalok nevelésének: ministránstalálkozókat, a papi hivatást ébresztő közös együttléteket, táborozásokat szervezett.

### Püspöki pályafutása
II. János Pál pápa 1992 februárjában nevezte ki váci megyés püspökké. Püspökké szentelése Vácott történt március 21-én. Jelmondatául ezt választotta: „In Christo amici” (Krisztusban barátok). Az ő püspöksége alatt renoválták a szeminárium épületét és a Váci székesegyházat. Restaurálták a nagypréposti palotát, és megújult a váci kálvária. Ebben az időben kezdte meg működését a Székesegyházi Kincstár és Egyházmegyei Gyűjtemény. Elindult az Egyházmegyei Kántorképző és a levelező teológiai oktatás. Sokat fáradozott az egyházi iskolák újraindításáért. Az ő nevéhez fűződik az 1952-ben állami kényszerből bezárt váci szeminárium újraindítása. 1995-ben Gödöllő-Máriabesnyőn egyházmegyei zsinatot tartott.
Püspökként 2003. március 22-ig szolgálta az egyházmegyét, 75. életévét betöltve nyugdíjba vonult. Nyugdíjas éveit a verőcei egyházi szeretetotthonban töltötte.
Hosszú és súlyos betegséget követően, életének 83., papságának 60. évében hunyt el. A váci székesegyház altemplomában temették el 2010. december 14-én.

## Művei
- Teológiai évkönyv. Szerk. Cserháti Józseffel és Nyíri Tamással. Budapest, 1976
- Párbeszéd Istennel. Imakönyv. Összeáll. Csépány Lászlóval és Szabó Gézával. Budapest, 1982 (9. kiad. 1997)
- Jézus élete. Szentírási szemelvények. Budapest, 1983
- Képes kis Biblia. 9. kiad. Budapest, 1996[3]